# Josef Černý (malíř)
Josef Černý (* 13. ledna 1943, Praha) je český malíř.

## Život
Narodil se v Praze, ale vyrůstal v Sokolově, kam se rodina brzy po válce přestěhovala, nyní žije a profesionálně tvoří v Plzni. Původním povoláním je jemný mechanik, získal však i výtvarné vzdělání - u F. Jelínka, V. Havlice a v letech 1978 až 1981 na Výtvarné škole pod vedením L. Topinky. Od roku 1989 je členem Sdružení výtvarných
umění.
Ve svých dílech ztvárňuje především krajiny nebo krajinná zákoutí (venkov, přístavy, městské motivy), popř. portréty. Z hlediska výtvarných technik převažují kresba či kvaš, ale setkáme se i s olejomalbou a jinými technickými přístupy.
Jeho obrazy jsou zastoupeny v soukromých sbírkách v České republice i v zahraničí (SRN, Francie, Švédsko, USA, Austrálie atd.).[zdroj?]